# Massif du Monte Cinto
Le massif du Monte Cinto est un massif montagneux de Corse culminant au Monte Cinto (2 706 m), ce qui en fait le plus élevé de l'île. Il est le plus septentrional des quatre massifs de haute montagne de l'île (Cinto, Rotondo, Renoso et Incudine).

## Géographie

### Situation

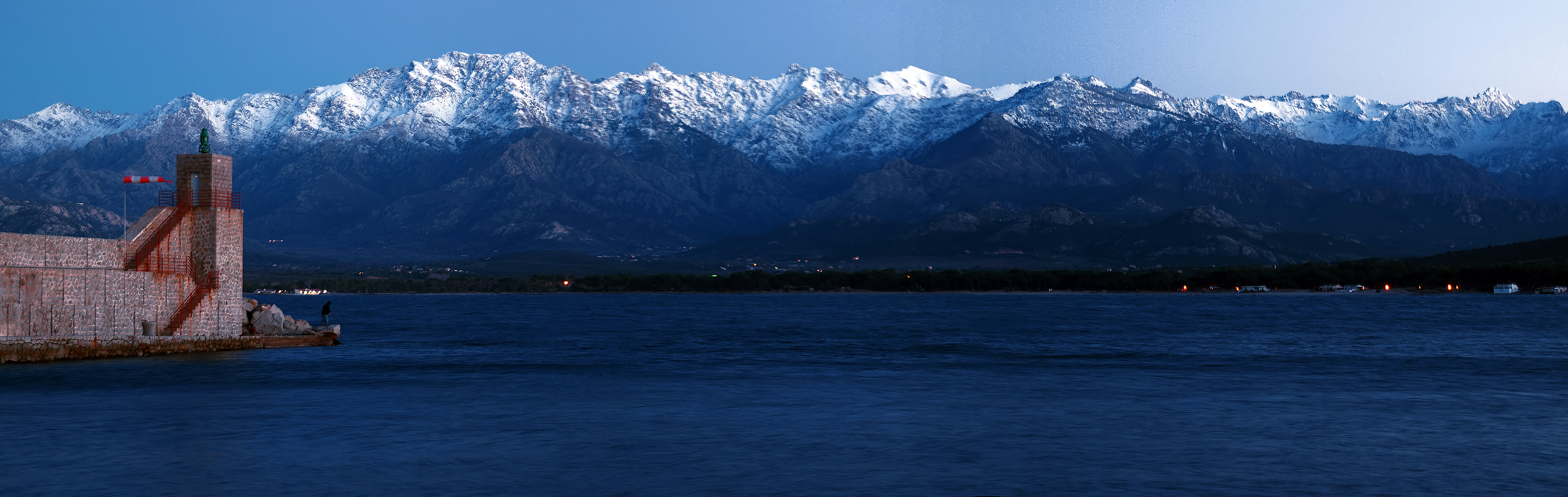
Vue hivernale du massif depuis Calvi, du Monte Grosso à la Punta Minuta.

Le massif du Monte Cinto est situé dans le nord-ouest de la Corse. Bordé au sud par la vallée du Golo, il constitue notamment la frontière naturelle entre le Cismonte et le Pumonti de la Scandola jusqu'au col de Vergio.
Le massif est entaillé par de hautes vallées sur ses deux versants (Figarella, Fango, Tartagine, Asco) et le plus long cours d'eau de l'île, le Golo, y prend sa source. Le Monte Cinto (2 706 m) est le point culminant du massif et de la Corse.
Le massif du Monte Cinto est entouré au sud par le massif du Monte Rotondo et à l'est par les massifs schisteux du Monte San Petrone et du Monte Astu. Le relief s'adoucit progressivement jusqu'aux golfes de Calvi, de Galéria et de Porto vers l'ouest, jusqu'au littoral balanin au nord et jusqu'au sillon cortenais à l'est.

### Topographie

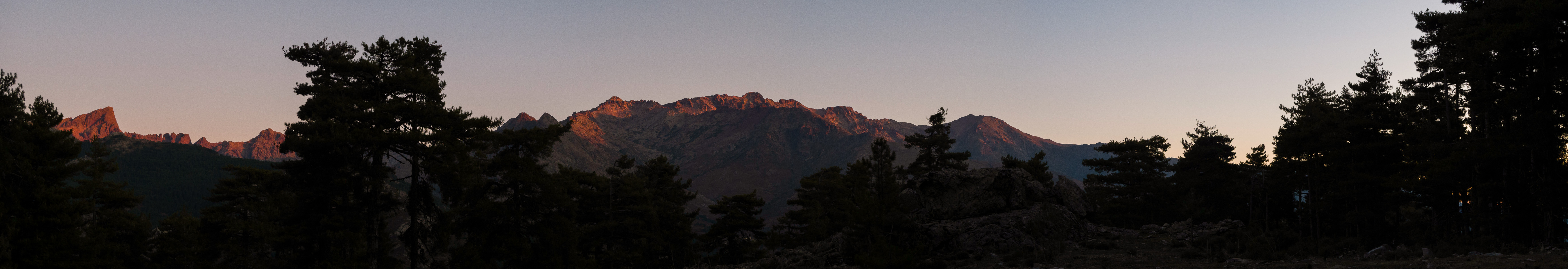
Vue automnale du versant niolin du massif du Monte Cinto, de la Paglia Orba au Capo al Berdato.

### Principaux sommets
Le massif s'étend des hauteurs de la Balagne au col de Vergio et a pour principaux sommets :
- le Monte Cinto (2 706 m) ; point culminant de la Corse ;
- le Capu Ciuntrone (2 656 m) ;
- le Capu a u Verdatu (2 583 m) ;
- la Capu Biancu (2 562 m) ;
- la Punta Minuta (2 556 m) ; point culminant de la ligne de partage des eaux corse ;
- le Capu Falu (2 540 m) ;
- la Paglia Orba (2 525 m) ; deuxième plus haut sommet de la ligne de partage des eaux corse ;
- le Capu Larghia (2 503 m) ;
- le Monte Padro (2 389 m) ;
- le Capu Tafunatu (2 335 m) ;
- la Cima di a Statoghia (2 305 m) ;
- la Punta Rossa (2 247 m) ;
- la Punta Licciola (2 235 m) ;
- la Punta Missoghiu (2 201 m) ;
- la Cima a i Mori (2 180 m) ;
- la Muvrella (2 148 m) ;
- le Capu Ladroncellu (2 145 m) ;
- le Monte Corona (2 144 m) ;
- le Capu a e Ghiarghiole (2 105 m) ;
- le Capu a u Dente (2 029 m) ;
- la Punta di e Cricche (2 057 m) ;
- le Monte Albanu (2 018 m) ;
- le Capu a u Ceppu (1 951 m) ;
- le Monte Grosso (1 935 m) ;
- le San Parteo (1 680 m) ;
- le Capu a a Ghiallichiccia (1 619 m) ;
- le Capu di l'Argentella (813 m) ;
- le Monte Senino (618 m) ;
- le Monte Sant'Angelo (562 m) ;
- le Capu Purcile (560 m).

### Géologie
Les rhyolites du Monte Cinto sont issues d'un volcan ayant explosé il y a près de 250 millions d'années, formant une immense caldeira de 700 km2 qui plonge dans la mer au niveau de Scandula et du golfe de Porto.
Cette rhyolite permienne est une roche volcanique qui est analogue à celle du massif de l'Esterel. Elle indique une rotation antihoraire du bloc Corso-Sarde-Calabre qui était antérieurement accolé au sud de la France, plus précisément au massif des Maures. Cette rotation d'une trentaine de de grés est liée à l'ouverture du bassin liguro-provençal qui est le résultat d'une longue phase de rifting d'âge oligocène consécutive à la subduction de la plaque africaine sous la plaque européenne,.